# Lukavec (district de Litoměřice)
Pour les articles homonymes, voir Lukavec.
Lukavec (en allemand : Lukawetz) est une commune du district de Litoměřice, dans la région d'Ústí nad Labem, en République tchèque. Sa population s'élevait à 368 habitants en 2021.

## Géographie
Lukavec se trouve au sud de la zone industrielle de Lovosice, à 6 km au sud-ouest de Litoměřice, à 18 km au sud d'Ústí nad Labem et à 54 km au nord-ouest de Prague.

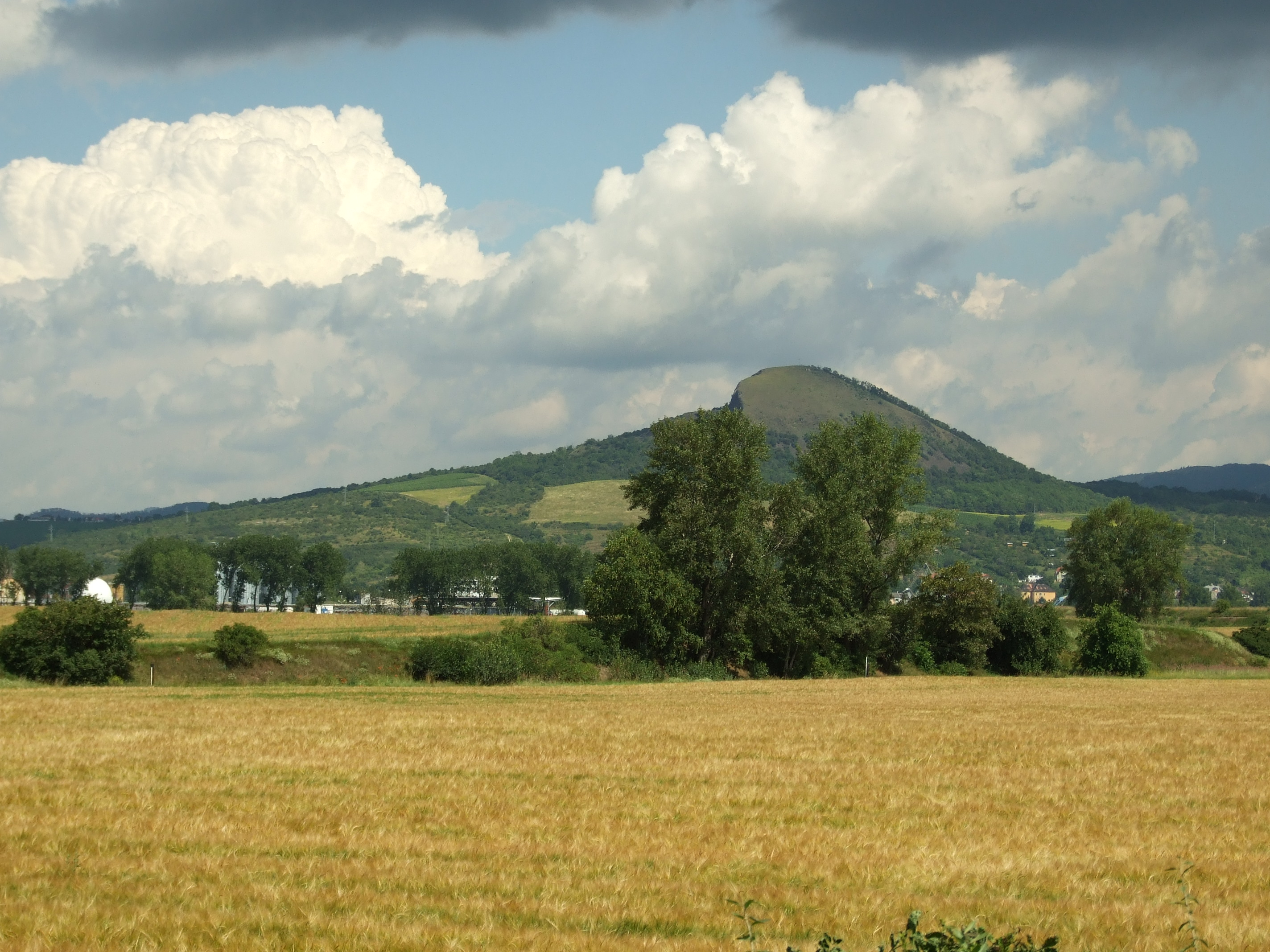
Lukavec et mont Radobýl (399 m) à l'arrière plan.

La commune est limitée par Lovosice au nord-ouest, au nord et au nord-est, par Keblice au sud-est et par Siřejovice au sud-ouest.

## Histoire
La première mention écrite du village date de 1057.

## Transports
Par la route, Lukavec se trouve à 7 km de Litoměřice, à 25 km d'Ústí nad Labem  et à 63 km de Prague.